# Burdea, Argeș
Burdea este un sat în comuna Căldăraru din județul Argeș, Muntenia, România. Are in prezent aproximativ 400 locuitori,in scădere în comparație cu anul 2011, 637 loc. Acest mic sătuc datează din cele mai vechi timpuri,in comparatie cu Strîmbeni și Căldăraru.